# Albrecht Tischbein
Albrecht (Johann Heinrich) Tischbein (ur. 15 listopada 1803 w Sternbergu, pol. Gwiazdów, zm. 22 marca 1881 w Rostocku) – niemiecki inżynier, współtwórca niemieckiego przemysłu stoczniowego, budowniczy pierwszych parowców napędzanych śrubą okrętową.

## Życiorys

### Dzieciństwo i młodość
Należał do rodziny Tischbein, znanej z uzdolnień artystycznych. Był najstarszym synem malarza Augusta Albrechta Christiana Tischbeina, kuzyna Johanna H.W. Tischbeina (Goethe-Tischbein). W 1803 roku ojciec przeprowadzał się z Lubeki do Rostocku, gdzie miał w następnym roku objąć stanowisko wykładowcy rysunku w tamtejszym uniwersytecie. Jego żona, Sophia Tischbein, urodziła ich pierworodnego syna 15 listopada 1803 roku w urzędzie pocztowym miejscowości Sternberg, przez którą przejeżdżali. 
Albrecht Johann Heinrich spędził dzieciństwo i młodość w Rostocku i w Lubece. Nie był zainteresowany malarstwem. Zafascynował go port i technika morska okresu rewolucji przemysłowej. Przypuszcza się, że już będąc dzieckiem słyszał o pierwszych parowcach (np. Nautilus i North River Steamboat Fultona). Od 1816 roku pływał po Renie parowy brytyjski statek Defiance (pod zmienioną nazwą Prinz von Oranien), odbierany osobiście przez Wilhelma I. Gdy Albrecht miał 16 lat, w stoczni Savannah Steam Ship Company zwodowano żaglowiec ze wspomagającym silnikiem parowym, nazwany SS Savannah. W 1819 roku dwukrotnie przepłynął on Atlantyk i odwiedził porty Liverpool, Sztokholm, Petersburg, Kronsztad, Arendal. 
Inspiracje

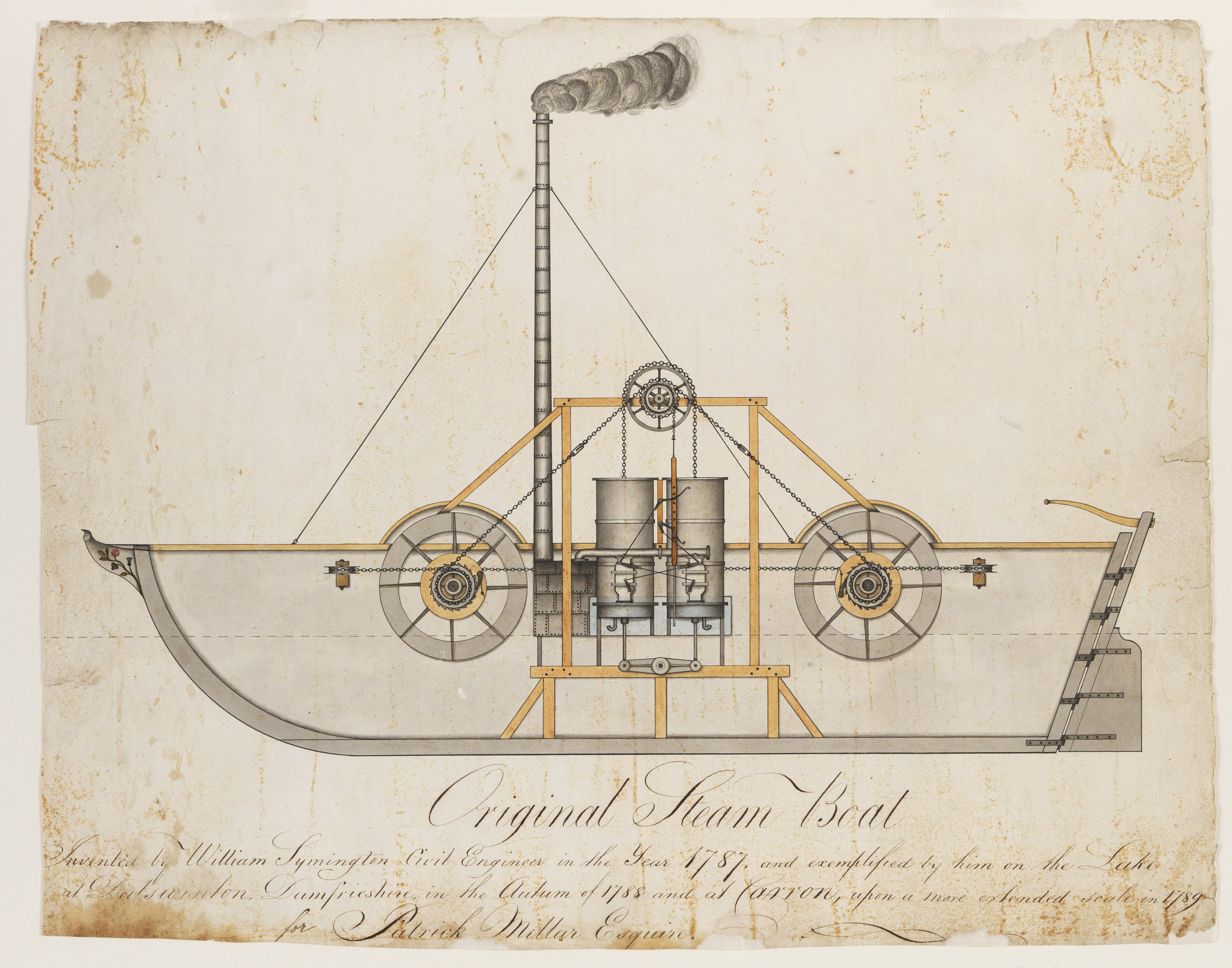
Projekt Williama Symingtona; łódź parowa z 1787 roku
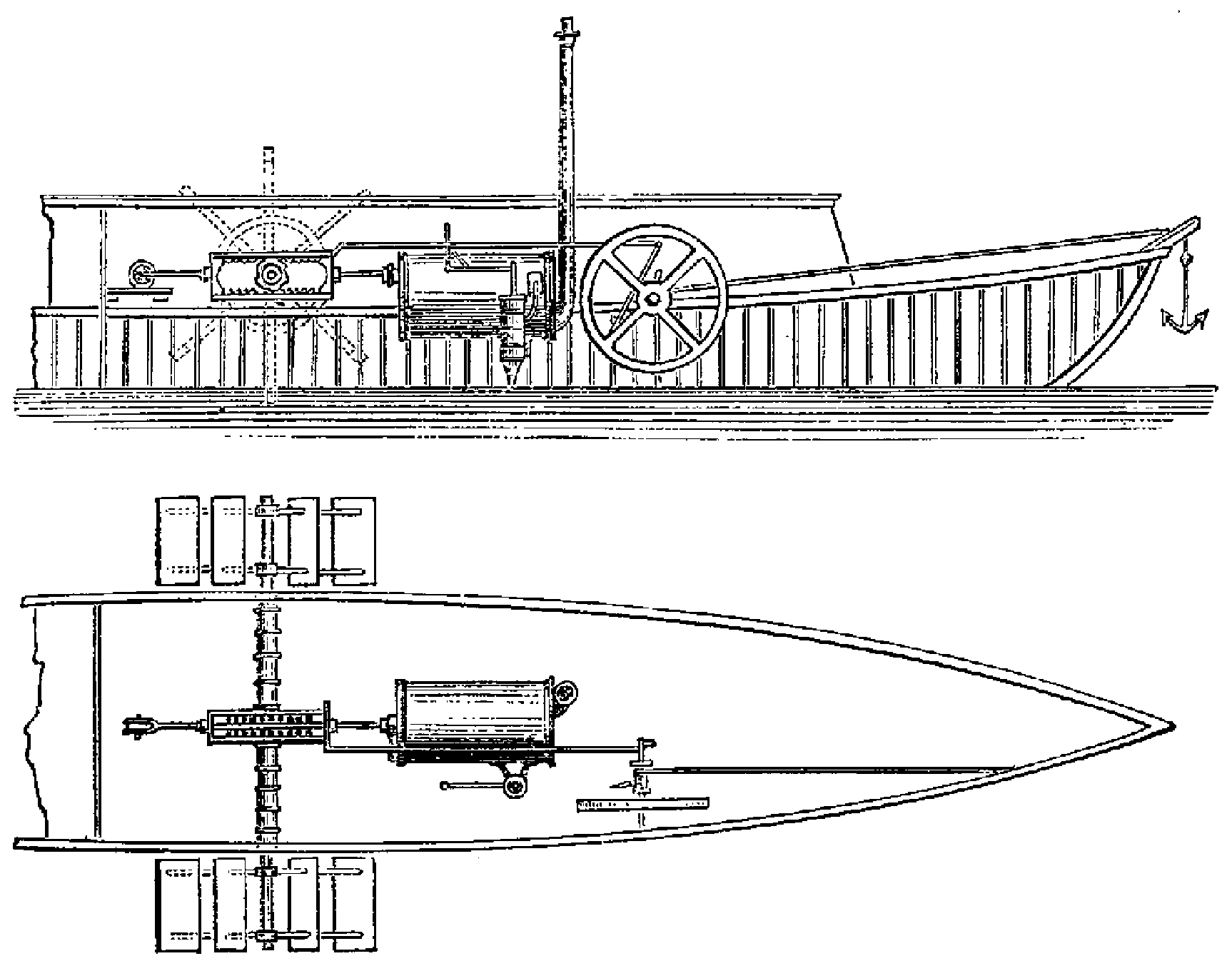
Claude de Jouffroy d'Abbans(inne języki); schemat łodzi Pyroscaphe (1807)
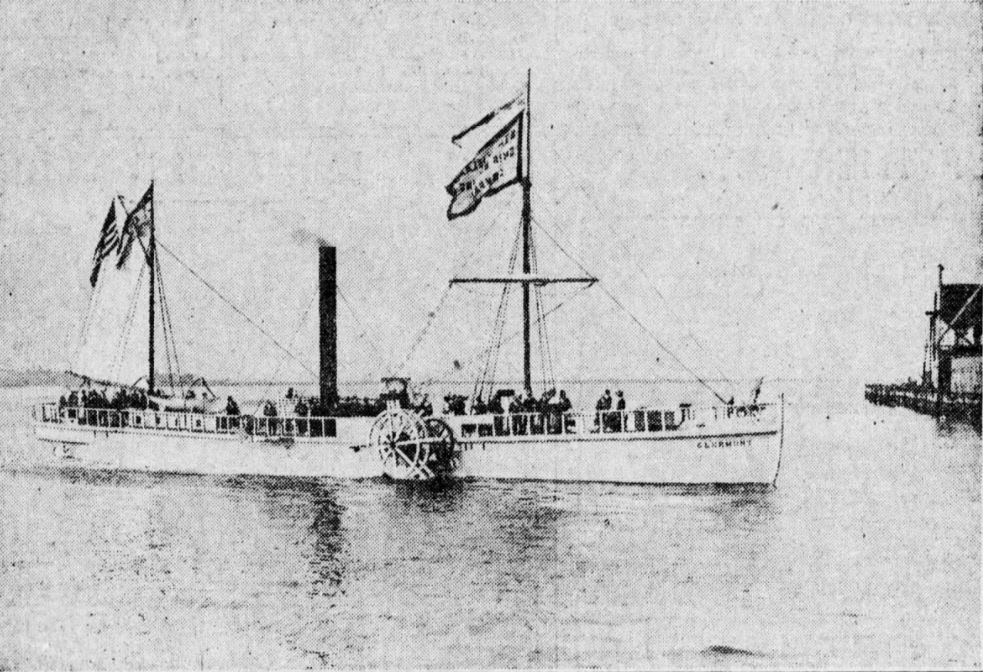
Replika pasażerskiego parowca Clermont(inne języki) (Robert Fulton, 1807)

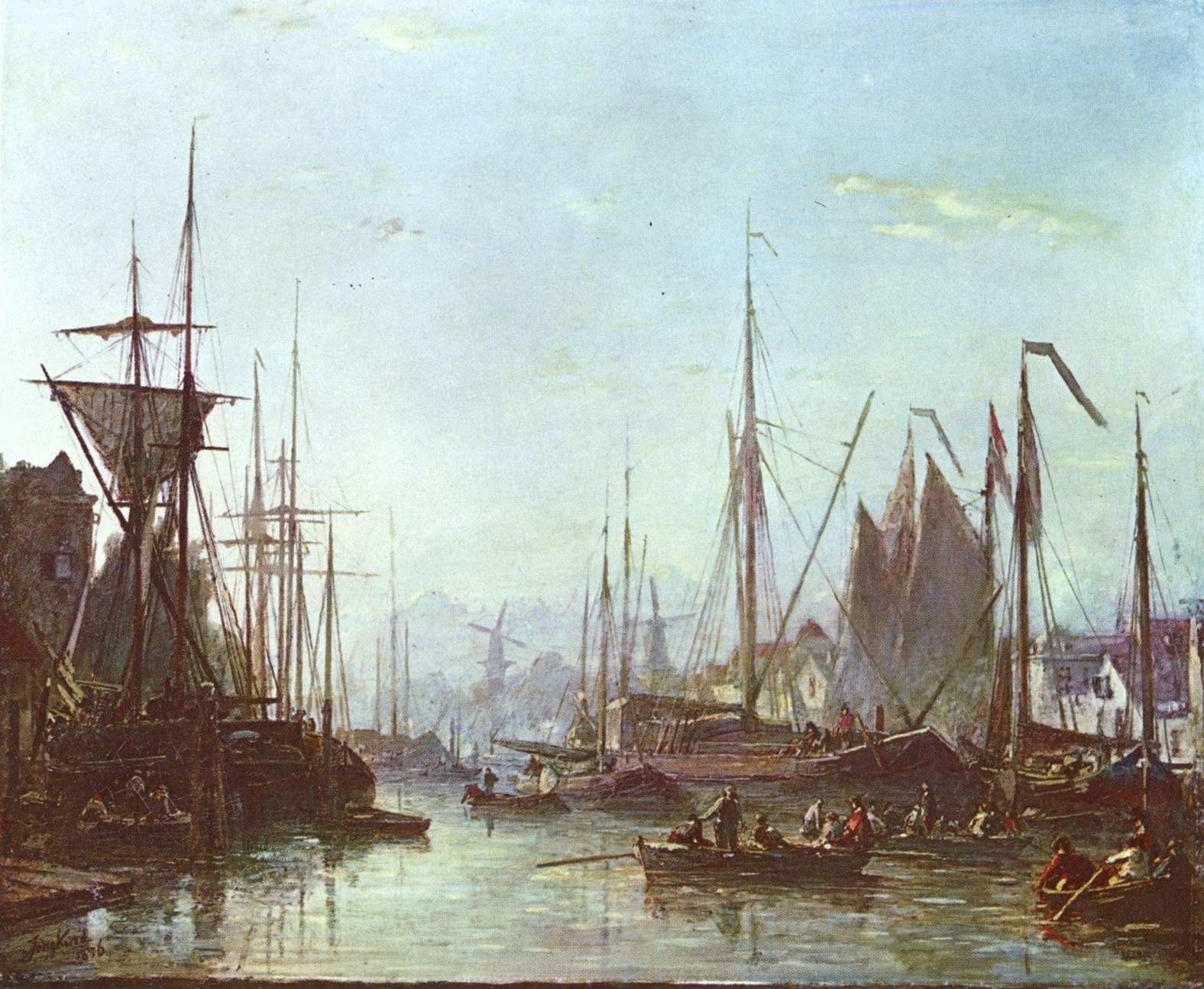
Jongkind: Rotterdam (1856)

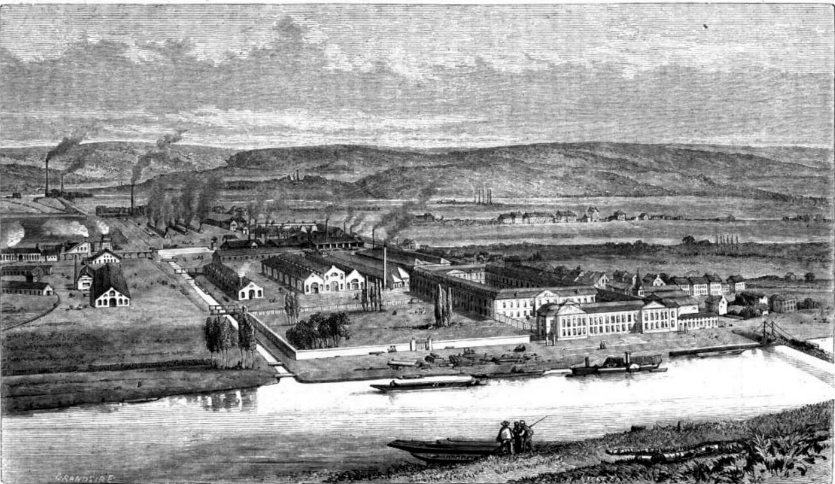
Zakład Johna Cockerilla w Seraing (1865)

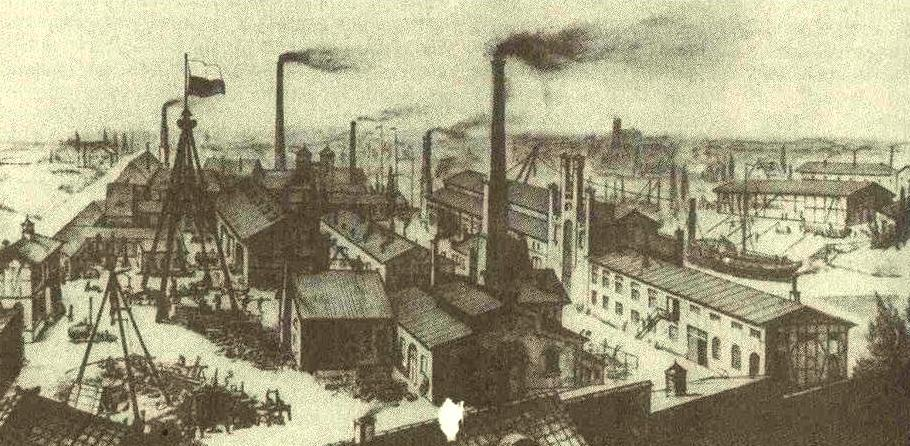
Maschinenfabrik Buckau R. Wolf

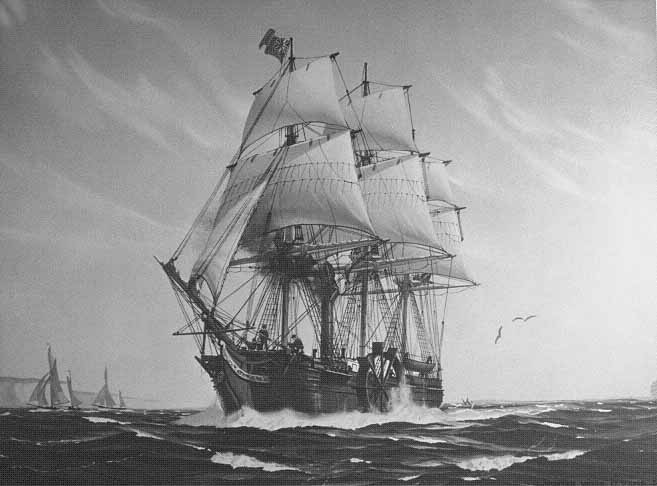
SS Savannah pod żaglami (1819)

### Działalność zawodowa
Albrecht Tischbein od 1822 roku studiował mechanikę w Rotterdamie, w którym mieszkała siostra jego matki, Sophia Margaretha von Roentgen. Jej syn, Gerhard Moritz Roentgen (1795–1852), był od wczesnej młodości zainteresowany marynarką wojenną i budową okrętów. Jednym z jego znajomych był John Cockerill (1790–1840), syn działającego w Belgii brytyjskiego przemysłowca, właściciel dużej belgijskiej spółki węgla i stali w Seraing. 
Tischbein stopień inżyniera otrzymał w 1825 roku. Praktyczne doświadczenie zdobył pod kierunkiem kuzyna, pracując w John Cockerill & Cie w Seraing i w zarządzanej przez niego stoczni Nederlandsche Stoomboot Maatschappij.
W następnych latach pracował głównie w Niemczech, w Rostocku i Magdeburgu.
W Buckau (Magdeburg) współtworzył w 1837 roku zakład zajmujący się budową statków i produkcją maszyn Maschinenfabrik Buckau AG. Pełnił funkcję dyrektora technicznego, kierował też budową pierwszego statku – drewnianego parowca o nazwie Kronprinz Von Preussen (silnik pochodził z Holandii), a następnie uruchomił budowę parowców żelaznych. Wkrótce uruchomiono pierwsze regularne rejsy parowców między Magdeburgiem i Hamburgiem (firma United Hamburg-Magdeburg Steamship Company, 1841). 
W 1849 roku Tischbein złożył ofertę na budowę w Rostocku żelaznych parowców dla planowanej linii Rostock-Petersburg, rezygnując z funkcji dyrektora technicznego w Buckau (krótko pracował jako inżynier). Konkurencyjną ofertę na budowę w Rostocku statków drewnianych złożył Wilhelm Zeltz. Po wyborze oferty Tischbeina wspólnie z Wilhelmem Zeltzem założyli w 1850 roku stocznię „Schiffswerft und Maschinenfabrik von Wilhelm Zeltz und Albrecht Tischbein“. Wspólnicy zawarli umowę tymczasową na trzy lata. Zeltz nie zrezygnował z prowadzenia swojej stoczni jednostek z kadłubami drewnianymi i wrócił do tej działalności po zakończeniu produkcji dwóch pierwszych parowców żelaznych.   
Pierwszymi zbudowanymi w Niemczech parowcami z napędem śrubowym były:
- Erbcrossherzog Friedrich Franz[b] – wodowanie: 9 września 1851, rejs próbny: 26 listopada 1851; prędkość: 9,25 węzła, nośność: 229 ton
- Grosspürst Constantin – wodowanie: 23 grudnia 1851, przekazanie do eksploatacji: maj 1852

Oba parowce już od tego roku oferowały pasażerom regularną usługę – rejsy co 14 dni w obu kierunkach, w eleganckich kajutach. 
W latach 1853–1860 stocznię opuściło ponad 20 kolejnych jednostek. Do 1875 roku, w stopniowo przekształcanych stoczniach (Zeltz & Tischbein, Albrecht Tischbein i Hansa-Werfte) wybudowano ok. 30 statków. Spośród nich bywa wyróżniany Rostock (1872) – pierwszy parowiec z podwójnym napędem śrubowym (projekt Tischbeina), który pływał między Rostockiem a Szwecją do 1886 roku.
Żelazne parowce budziły niewielkie zainteresowanie armatorów, którzy chętniej kupowali tańsze statki drewniane. Albrecht Tischbein skierował działalność swojego zakładu (Maschinenbauanstalt und Schiffswerft A. Tischbein, Rostock) na naprawy różnych maszyn parowych i innych maszyn energetycznych oraz wytwarzanie innych urządzeń, takich jak maszyny rolnicze, wyposażenie cukrowni itp..

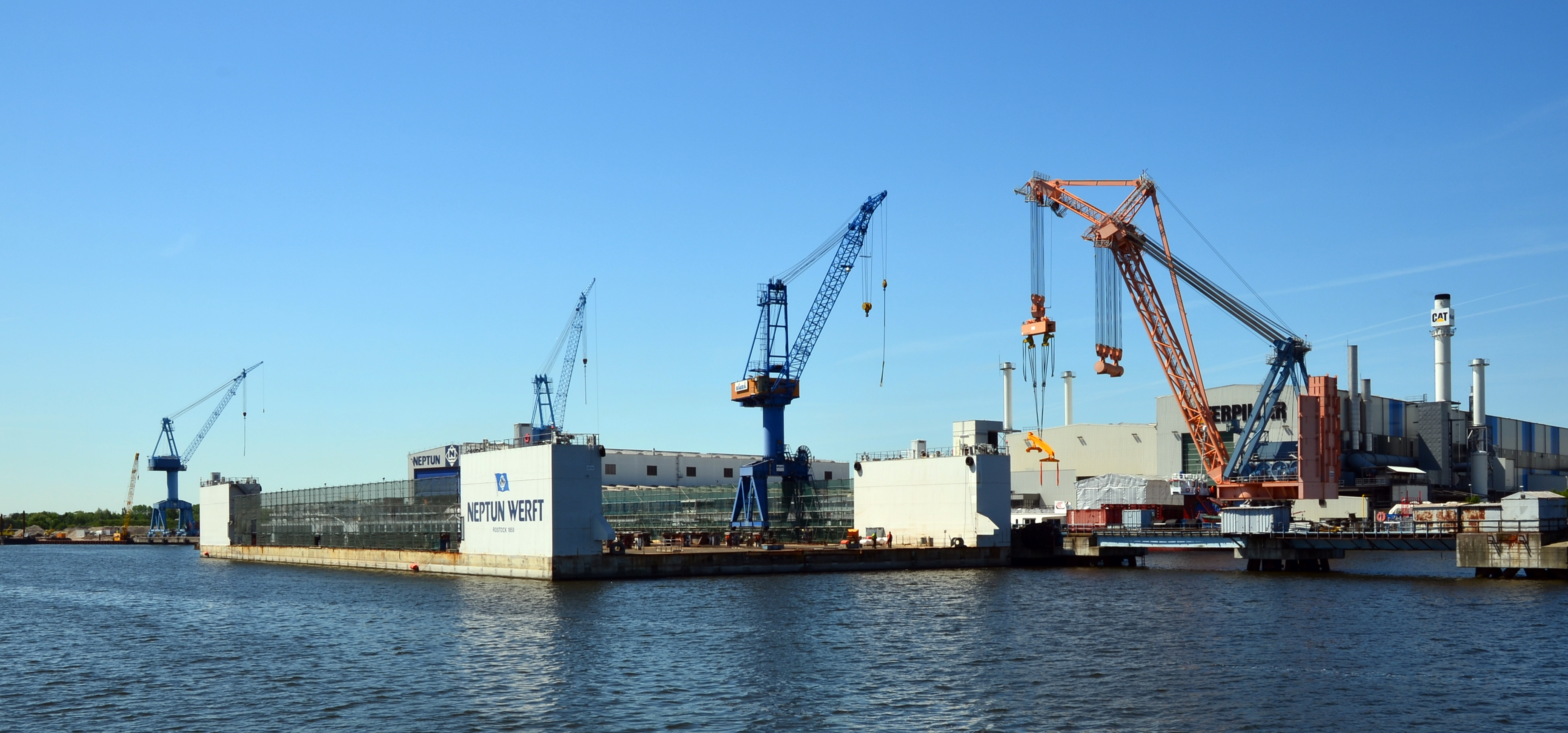
Port Rostock, Neptun Werft

Tischbein pozostał dyrektorem do 1876 roku. Zmarł w Rostocku 22 marca 1881 roku. Po kilku fuzjach i wykupie jego firma stała się w 1890 roku częścią Aktien-Gesellschaft Hansa Werft für eiserne Schiffe und Maschinenbauanstalt. Firma nadal działa pod nazwą Neptun Werft GmbH.

## Upamiętnienie
Albrecht Tischbein jest został wymieniony w książce Wolfganga Müllera, poświęconej osobistościom zasłużonym dla Rostocka w okresie 800 lat historii miasta (Rostocker Persönlichkeiten aus 800 Jahren, 2012). 
W Rostocku imię Albrechta Tischbeina nosi ulica (Albrecht-Tischbein-Straße), prowadząca do bramy Neptun Werft GmbH.  